# Les Stubbs
Leslie Levi „Les“ Stubbs (* 18. Dezember 1929 in Great Wakering; † 1. Februar 2011 ebenda) war ein englischer Fußballspieler. Der Halbstürmer gewann 1955 mit dem FC Chelsea die englische Meisterschaft.

## Sportlicher Werdegang
Stubbs war im Teenageralter ein auffällig talentierter Fußballer der heimischen Great Wakering Rovers, bevor er sich im Mai 1948 dem benachbarten Drittligaklub Southend United anschloss. Dort war der junge Stürmer auf Anhieb sehr erfolgreich und er schoss 40 Tore in 83 Ligapartien. Auf diese Weise machte er bei prominenteren Klubs auf sich aufmerksam und es war letztlich mit Ted Drake der Trainer des FC Chelsea, der Stubbs für eine Ablösesumme von 10.000 Pfund im November 1952 verpflichtete.
Bei den „Blues“ kam Stubbs zunächst nur sporadisch zum Zug. Im weiteren Verlauf der Saison 1952/53 absolvierte er fünf Partien und beim knappen Klassenerhalt war ihm ein eigener Torerfolg nicht vergönnt. Drake stärkte ihm jedoch weiter den Rücken und als Chelsea im Jahr darauf in die obere Tabellenhälfte vorstieß, eroberte sich Stubbs einen Stammplatz und steuerte dazu neun Treffer bei. Dies war seine Ouvertüre für die Spielzeit 1954/55, in der er mit Chelsea die englische Meisterschaft gewann. Stubbs galt dabei in der Offensivreihe als flexibel einsetzbar, schuf Räume gleichsam für den Mittelstürmer Roy Bentley und den etwas zurückhängenden Johnny McNichol und harmonierte mit den Flügelspielern Eric Parsons und Frank Blunstone. Zu seinen Stärken zählten weniger technische Fertigkeiten als eine gute Physis und hohe Einsatzbereitschaft. Besonders auffällig war Stubbs in entscheidenden Auswärtsspielen, mit Torerfolgen beim 3:1 gegen Sheffield United und beim 3:3 gegen den AFC Sunderland. Der Höhepunkt war im Dezember 1954 das Duell gegen den amtierenden Meister Wolverhampton Wanderers, als Stubbs beim Stand von 2:3 den englischen Nationalmannschaftskapitän Billy Wright verlud und für den Ausgleich sorgte, bevor dann kurz vor Schluss Bentley das 4:3 erzielte. Dessen ungeachtet sah er sich plötzlich der Konkurrenz von Seamus O’Connell ausgesetzt, der – obwohl nur als Amateurspieler registriert – ihn zeitweise aus der Formation verdrängte, womit er letztlich „nur“ 27 der 42 Ligapartien bestritt. Auch als sich O’Connell wieder vom Profisport verabschiedete, konnte Stubbs seinen vormaligen Stammplatz nicht mehr zurückerobern und in folgenden Jahren musste er sich zunehmend der jungen Konkurrenten wie David Cliss, Ron Tindall, Peter Brabrook und Jimmy Greaves stellen. Nach insgesamt 122 Ligaeinsätzen für Chelsea kehrte Stubbs dann im November 1958 zu Southend United zurück.
Er verbrachte etwas mehr als eine Spielzeit bei den „Shrimpers“, bevor er dem Profifußball der Rücken in Richtung Bedford Town kehrte. Später ging er in seine Heimat nach Great Wakering zurück, wo er noch bis zum hohen Alter von 53 Jahren für die Rovers auf dem Platz stand. Er verstarb im Alter von 81 Jahren am 1. Februar 2011.

## Titel/Auszeichnungen
- Englische Meisterschaft (1): 1955
- Charity Shield (1): 1955